# رأس الدولة
- جو بايدن، رئيس الولايات المتحدة
- قيس سعيد، رئيس تونس

رأس دولة تنفيذي (النظام البرلماني)
- سيريل رامافوزا، رئيس جنوب إفريقيا

رأس دولة تنفيذي (النظام شبه الرئاسي)
- إيمانويل ماكرون، رئيس فرنسا

رئيس فخري
- فرانك فالتر شتاينماير، رئيس ألمانيا
- دروبادي مورمو، رئيس الهند

ملكية دستورية
- ناروهيتو، إمبراطور اليابان
- تشارلز الثالث، ملك المملكة المتحدة وعوالم الكومنولث الأخرى

ملكية مطلقة
- سلمان بن عبد العزيز، ملك المملكة العربية السعودية

قائد الدولة أو رأس الدولة (بالإنجليزية: Head of State)‏ هو السلطة التي تمثل الدولة أمام بقية العالم. يشارك بذاته أو من خلال مندوبين في الاجتماعات الدولية، ويعين ويلتقي الوفود الدبلوماسية.

## النماذج الدستورية
يناقش بعض الكتّاب الأكاديميين الدول والحكومات من حيث «النماذج».
تتمتع الدولة القومية المستقلة عادةً برئيس دولة، وتحدد مدى السلطات التنفيذية التي يتمتع بها رئيسها في الحكومة أو الوظائف التمثيلية الرسمية. من حيث البروتوكول: عادةً ما يتم تحديد رأس الدولة المستقلة ذات السيادة على أنه الشخص الذي، وفقًا لدستور تلك الولاية، الملك الحاكم، أما في حالة النظام الملكي؛ أو الرئيس، في حالة النظام الجمهوري.
من بين دساتير الولايات (القوانين الأساسية) التي تؤسس للأنظمة السياسية المختلفة، يمكن التمييز بين أربعة أنواع رئيسية من رؤساء الدول:
- النظام لبرلماني، بنموذجين فرعيين:
  - النموذج القياسي، الذي يمتلك فيه رئيس الدولة سلطات تنفيذية رئيسية من الناحية النظرية، لكن هذه السلطة تُمارس بناءً على مشورة ملزمة من رئيس الحكومة.
  - النموذج غير التنفيذي، لا يتمتع رئيس الدولة بصلاحيات تنفيذية أو تكون له سلطات تنفيذية محدودة للغاية، وله دور احتفالي ورمزي بشكل أساسي (مثل السويد وإسرائيل واليابان).
- النظام شبه الرئاسي، يتقاسم رئيس الدولة السلطات التنفيذية الرئيسية مع رئيس الحكومة أو مجلس الوزراء (مثل روسيا وفرنسا وسريلانكا)؛ و
- النظام الرئاسي، يكون رئيس الدولة هو أيضًا رئيس الحكومة ولديه جميع السلطات التنفيذية (مثل الولايات المتحدة وإندونيسيا) وكذلك يوجد انظمة رئاسية برئيس وزراء يكون كمنسق لعمل الحكومة فقط (مثل تونس بيلاروسيا كوريا الجنوبية).

في المؤسسة الاتحادية أو الإقليم التابع، يضطلع بنفس الدور صاحب المنصب المناظر لدور رئيس الدولة. فعلى سبيل المثال، يؤدي نائب الحاكم دور الرئيس في كل مقاطعة كندية، في حين أن الحاكم هو الذي يتولى السلطات والواجبات في معظم أقاليم ما وراء البحار البريطانية. ينطبق الشيء ذاته على الولايات الأسترالية والولايات الهندية وما إلى ذلك. تحدد الوثيقة الدستورية لهونغ كونغ، وهي القانون الأساسي، على سبيل المثال، الرئيس التنفيذي بوصفه رئيس المنطقة الإدارية الخاصة بالإضافة إلى دوره كرئيس للحكومة. ومع ذلك، فإن دور رؤساء الدول غير السيادية هؤلاء محدود أو معدوم في الشؤون الدبلوماسية، حسب مركز الأقاليم المعنية وقواعدها وممارساتها.

### النظام البرلماني

#### النموذج التقليدي
في النظم البرلمانية، قد يكون رئيس الدولة مجرد الرئيس التنفيذي الذي يرأس الفرع التنفيذي للدولة، ويمتلك سلطة تنفيذية محدودة. لكن في الواقع، وبعد مرحلة من التطور الدستوري، لا تمارس السلطات عادةً إلا بتوجيه من مجلس الوزراء الذي يرأسه رئيس حكومة مسؤول أمام السلطة التشريعية. تتطلب هذه المساءلة والشرعية اختيار شخص يحظى بتأييد الأغلبية ضمن الهيئة التشريعية (أو على الأقل ليس بمعارضة الأغلبية ـ وهو فارق دقيق لكنه مهم). يعطي أيضًا السلطة التشريعية الحق في التصويت على رئيس الحكومة ومجلس وزرائها، ما يضطرها إما إلى الاستقالة أو السعي إلى حلّ برلماني. وعلى هذا يقال إن السلطة التنفيذية مسؤولة (أو ملزمة) أمام السلطة التشريعية إذ يقبل رئيس الحكومة ومجلس الوزراء بدوره المسؤولية الدستورية عن تقديم المشورة الدستورية لرئيس الدولة.
في الملكيات الدستورية البرلمانية، تستمد شرعية رئيس الدولة غير المُنتخب عادةً من الموافقة الضمنية من الشعب عن طريق الممثلين المنتخبين. وعلى هذا فقد تصرف البرلمان الإنجليزي أثناء الثورة المجيدة من سلطته في تسمية ملك وملكة جديدين (الملكان المشاركان ماري الثانية وويليام الثالث)؛ وبالمثل، اقتضى تنازل إدوارد الثامن موافقة كل من الممالك المستقلة الستة التي كان ملكًا عليها. في الممالك التي لديها دستور مكتوب، فإن منصب الملكية هو شيء اختلقه الدستور، ومن الممكن إلغاؤه بشكل صحيح من خلال إجراء ديمقراطي من التعديل الدستوري، على الرغم من أن هناك في كثير من الأحيان عقبات إجرائية كبيرة مفروضة على مثل هذا الإجراء (مثلما هو الحال في دستور أسبانيا).
في الجمهوريات التي تتمتع بنظام برلماني (مثل الهند وألمانيا والنمسا وإيطاليا وإسرائيل)، يكون رئيس الدولة عادةً تحت عنوان الرئيس، والمهام الرئيسية التي يضطلع بها هؤلاء الرؤساء في المقام الأول هي الاحتفالية والرمزية مقارنة بالرؤساء في النظام الرئاسي أو شبه الرئاسي.
في الواقع، ثمّة العديد من البدائل في وضع رئيس الدولة داخل النظام البرلماني. وكلما كان الدستور أقدم، كلما كان الطريق الدستوري أكثر ميلًا إلى أن يمارس رئيس الدولة سلطات أكبر على الحكومة، وبما أن العديد من دساتير النظام البرلماني الأقدم تعطي في الواقع رؤساء الدول سلطات ووظائف شبيهة بالنظم الرئاسية أو شبه الرئاسية، إلا أنه في بعض الحالات يكون دون الإشارة إلى المبادئ الديمقراطية الحديثة للمساءلة أمام البرلمان أو حتى أمام المكاتب الحكومية الحديثة. عادةً، كان الملك يتمتع بسلطة إعلان الحرب دون موافقة سابقة من البرلمان.
على سبيل المثال، بموجب دستور المملكة الإيطالية لعام 1848، كان النظام الأساسي الألبرتيني (ستاتوتو ألبرتينو) - الموافقة البرلمانية للحكومة التي عيّنها الملك - عرفيًا، لكن لا يشترطه القانون. وعلى هذا فقد كان في إيطاليا نظام برلماني بحكم الأمر الواقع، لكنه نظام «رئاسي» بحكم القانون.
من بين أمثلة رؤساء الدول في الأنظمة البرلمانية الذين يستخدمون سلطات أكبر من المعتاد، إما بسبب الدساتير الغامضة أو حالات الطوارئ الوطنية غير المسبوقة، القرار الذي اتخذه الملك ليوبولد الثالث ملك بلجيكا بالاستسلام باسم دولته للجيش الألماني الغازي في عام 1940 ضد إرادة حكومته. ونظرًا إلى أن مسؤوليته تجاه الأمة بموجب اليمين المَلَكية تتطلب منه أن يتصرف، فاعتقد أن قرار حكومته بالقتال بدلًا من الاستسلام أمرٌ خاطئ وسيضر ببلجيكا. (لقد شنّ قرار ليوبولد جدلًا كبيرًا. بعد الحرب العالمية الثانية، صوتت بلجيكا في استفتاء للسماح له باستئناف سلطاته وواجباته الملكية، لكن بسبب الجدل المستمر قدّم تنازله في نهاية المطاف). تم حلّ الأزمة الدستورية البلجيكية في عام 1990، عندما رفض رئيس الدولة التوقيع على مشروع قانون يسمح بالإجهاض، من خلال تولي مجلس الوزراء سلطة إصدار القانون بينما كان يعامل على أنه «غير قادر على السيطرة» لمدة 24 ساعة.

## الشرعية
يمكن ترسيخ مكانة رأس الدولة بطرق عدة بناءً على عدة مصادر مختلفة للشرعية.

### بالاختلاق أو الأمر المباشر
تُكتسب السلطة من خلال القوة، ولكن الشرعية لا بد وأن يكون لها جذورًا راسخة، حتى وإن كان مصدرها لا يعدو مزاعم نسب مُختلقة (أي أن يدعي أحدهم زيفًا أنه ينحدر من سلالة حاكمة سابقة). مُنحت السلطة لبضعة حكام على مدار التاريخ من خلال فعل متعمد، حتى وإن كان مصحوبًا بقوانين تعاقب الوراثة (كما الحال في الانشقاق من السلالة الحاكمة). ومعظم تلك الأوامر قسرية كما هو شائع في حالة حق تقرير المصير الذي يُمنح للشعوب في أعقاب الثورات القومية. وهذا هو ما حدث مع آخر ملوك الأسرة الأتالية لمدينة بيرغامون في العصر الهلنستي الذي تخلى عن عرشه ومملكته لروما كي يتجنب عواقب الغزو المفجعة.

### بالتعيين الإلهي
تؤول المكانة الإلهية في ظل الأنظمة الثيوقراطية إلى سلطة دنيوية تحت مسمى القانون الإلهي. تتخذ تلك الشرعية شكل السلطة الإلهية العليا التي تفوق سلطة الدولة، ما يمنح رجال الدين وسيلة للحصول على نفوذ سياسي. وبتلك الطريقة تمكن كهنة الإله آمون من نقض إصلاحات الملك أخيناتون بعد وفاته. تفتح مسألة تقسيم السلطة الدينية المجال للنزاعات السياسية كما حدث مع البابا والإمبراطور الروماني المقدس أثناء مراسم التنصيب عندما سعى الإمبراطور إلى التحكم في ترشيحات رجال الكهنوت كي يضمن ولاء رجال الدين له، وبذلك يضمن شرعيته عن طريق دمج مراسم المسحة الأخيرة مع مراسم تتويجه.

### بالعقد الاجتماعي
تنص فكرة العقد الاجتماعي على أن الأمة (سواء كانت متمثلة في الشعب بأكمله أو جمهور الناخبين فقط) تمنح حق الولاية للحاكم، إما عن طريق التزكية أو عن طريق الانتخاب.

### بالدستور
يحوز بعض رؤوس الدول على مناصبهم بمقتضى دستور الوطن. ومن بين الأمثلة على ذلك جمهورية يوغوسلافيا الاشتراكية الاتحادية، إذ تنص المادة 333 من دستورها (الذي كُتب عام 1974) على أنه يحق للجنة الفيدرالية أن تعين جوزيف بروز تيتو بعينه رئيسًا للجمهورية بدون أي قيود زمنية.

### بالتعاقب الوراثي
تنتقل مناصب الملوك عادةً بالوراثة، ولكن الملكيات الدستورية في العادة تفرض قيودًا على صلاحيات شاغل المنصب وتمنعه من اختيار خلفاءه بأي شكل من الأشكال باستثناء الإنجاب. وفي حالة الملكيات الوراثية، يُورث منصب الملك طبقًا لترتيب الأحقية بالوراثة وفقًا للأعراف السائدة أو القوانين. يُورث منصب الملك عادةً لأفراد عائلة واحدة تنحدر أصولها من سلالة تاريخية، ما يعني أن وريث العرش لا بد أن يكون معروفًا للجميع قبل اعتلاءه منصب الملك لضمان التعاقب الملكي السلس. ورغم ذلك، أدى عدم التيقن من وريث العرش الحقيقي عادةً إلى نشوب حروب متعلقة بالخلافة الملكية في أكثر من مرة في التاريخ الأوروبي.
يقتضي قانون البكورة بأن يكون أكبر أبناء الملك خلفًا لأبيه في الحكم، وهو أكثر الأنظمة الملكية الوراثية شيوعًا. يتأثر تتابع الملوك عادةً بالجنس. إذ فضلت الأنظمة الملكية التاريخية قانون البكورة الأبوبي الذي يقضي بتوريث العرش لأكبر أفراد عائلة الملك أو رب الأسرة الملكية سنًا، وبموجبه تُمنح أسبقية الوراثة أولًا لأبناء الملك الذكور ونسلهم، ثم يليهم إخوة الملك الذكور ونسلهم، ولأفراد سلالة الملك الذكور أولًا قبل أفراد عائلة الملك الإناث. ويُعد هذا النظام مكافئًا لقانون البكورة شبه السالي. بينما ينطوي القانون السالي على إقصاء جميع الإناث تمامًا من الوراثة.
قبل ترسيخ قانون البكورة في العادات والقوانين الأوروبية، كان الملوك يأمنون خلافة أبناءهم عن طريق تتويج خليفتهم (أكبر أولادهم سنًا في العادة) قبل وفاتهم، وبذلك يكون للبلد الواحد ملكان في ظل نظام حكم ملكي مشترك – أحدهما يُدعى الملك الكبير والآخر يُدعى الملك الشاب. ومن بين الأمثلة على ذلك الملك هنري الشاب: ملك إنجلترا وأحد أول أفراد أسرة كابيه في فرنسا.
في بعض الأحيان الأخرى ينطبق قانون البكورة على سلالة الإناث أيضًا. وفي بعض الأنظمة الأخرى، تتولى إحدى أفراد العائلة الملكية الإناث منصب الملك فقط في حالة عدم وجود أي ذكر يعود نسبه إلى سلف مشترك. في عام 1980، بعد إعادة صياغة قانون الخلافة الملكية لعام 1810، أصبحت السويد أول دولة ملكية في أوروبا تطبق قانون البكورة بالمساواة بين الذكور والإناث، ما يعني أن أكبر أبناء الملك سنًا، سواء كان ذكرًا أم أنثى، سوف يعتلي العرش بعد أبيه (أو أبيها). وعقب ذلك حذت بضعة دول ملكية أوروبية أخرى حذو السويد مثل: هولندا في عام 1983، والنرويج عام 1990، وبلجيكا عام 1991. طُرحت إصلاحات قانونية مماثلة للمملكة المتحدة بما يشمل ممالك الكومنولث البريطاني في عام 2011، ووُضعت قيد التنفيذ في عام 2015 بعد الموافقة عليها من جانب جميع البلاد المعنية بالأمر. وفي بعض الأحيان الأخرى قد تؤثر ديانة الورثة على أحقيتهم بالعرش، إذ يقتضي مرسوم التولية البريطاني لعام 1701 بحرمان جميع الرومان الكاثوليك وجميع الأفراد الذين تزوجوا من الرومان الكاثوليك من اعتلاء عرش بريطانيا، ويتم تجاهلهم في حالة إذا جاء دورهم في ترتيب الأحقية بالوراثة.

### بالاقتراع
يُعد الاقتراع الوسيلة الدستورية المُعتادة لاختيار رؤوس الدول الجمهورية، وبعض الدول الملكية؛ إما مباشرةً عن طريق الاقتراع العام المباشر، أو بشكل غير مباشر عن طريق أخذ أصوات أعضاء السلطة التشريعية أو مجتمع خاص من الناخبين (مثل نظام المجمع الانتخابي في الولايات المتحدة)، أو أي امتياز حصري آخر. يسمح الامتياز الحصري لرؤوس الدول الفيدرالية الملكية الدستورية باختيار رأس الدولة فيما بينهم، كما الحال في الإمارات العربية المتحدة وماليزيا. يُعد البابا رأس دولة مدينة الفاتيكان، ويختاره الكرادلة الذين لم يتجاوز عمرهم 80 عامًا فيما بينهم أثناء مراسم المجمع المغلق.

### بالتعيين
يحق لبعض رؤوس الدول بتعيين خلفاءهم، مثل الوصي على عرش الكومنولث أوليفر كرومويل الذي خلفه ابنه ريتشارد.

### بالقوة أو الانقلاب
قد يستولي رأس الدولة على الحكم بالقوة أو الانقلاب. وهو أمر مختلف عن استعمال القوة للحفاظ على السلطة كما يفعل الحكام السلطويين أو الشموليين. يتقلد الديكتاتوريون عادةً ألقابًا ديموقراطية، بينما ينصب البعض الآخر أنفسهم ملوكًا، ومن بين الأمثلة على ذلك الإمبراطور الفرنسي نابليون الأول والملك زوغو الألباني. تبنى الجنرال فرانسيسكو فرانكو الإسباني لقب رئيس الدولة (أو Jefe del Estado بالإسبانية)، ونصب نفسه ملكًا على عرش المملكة الشاغر. عين الرئيس الأوغندي عيدي أمين نفسه رئيسًا لمدى الحياة مثل عدة رؤساء غيره.

### بالسطوة الأجنبية
تستطيع القوى الأجنبية أن ترسخ حكم فرع من فروع سلالتها الحاكمة، أو أي أحد من شأنه أن يخدم مصالحها. تلك كانت النتيجة التي حلت بروسيا عقب الحرب الروسية السويدية (1741–1743) عندما عينت الإمبراطورة الروسية قريبها أدولف فريدريك وريثًا للعرش السويدي (خلفًا لفريدريك الأول الذي كان يفتقر إلى قضية مشروعة) كأحد شروط السلام.

## أنواع
- في نظام رئاسي كما هو الحال في الولايات المتحدة، رئيس الدولة (الرئيس) هو أيضا رئيس الحكومة، كونه رئيسا للسلطة التنفيذية في البلاد.
- في نظام برلماني، على عكس ذلك، رئيس الحكومة (أو رئيس الوزراء) ينتخب من قبل البرلمان والذي يعتمد، على رئيس الدولة أو من قبل الشعب، ورئيس الدولة يمكن أن يكون منتخب من قبل البرلمان أو عاهل وراثي، في الحالة الأخيرة عادة ما يكون ملكا، ولكن يمكن أيضا أن يكون أميراً، مثل موناكو، أو امبراطوراً كما في اليابان أو يحمل آي لقب نبيل.
- في النظام النصف برلماني، كما هو الحال في فرنسا، رئيس الحكومة (رئيس الوزراء) يعتمد على البرلمان ورئيس الدولة (الرئيس) هو المنتخب شعبيا.

## ميزات
مهام رئيس الدولة تختلف وفقا لشكل الحكومة التي يقررها الدستور وفقا لقوانين كل دولة.
- في الحالات التي يكون فيها رئيس الدولة غير منتخب، يكون دوره مجرد تمثيل رمزي أمام السلطة (إسبانيا، هولندا، الدنمارك، النرويج والسويد والمملكة المتحدة)، أو يمكن أن يبقي على كمية كبيرة من السلطة (المغرب والمملكة العربية السعودية أو بعض البلدان الآسيوية).
- وفي بعض الحالات يكون فيها منتخب، وشرعيته مقارنة برئيس حكومة والدستور يسلمه بعض السلطات. هناك حالات خاصة جدا، كما هو الحال في مدينة الفاتيكان.